# Centro Internacional de Nagoia
O Centro Internacional de Nagoia (em japonês: 名古屋国際センター, transl.: Nagoya Kokusai Sentaa; em inglês:  Nagoya International Center) é uma organização não-lucrativa sediada em Nakamura, Nagoia, Japão. O centro foi inaugurado em 1984 e é conhecido localmente como NIC.
As instalações do centro estão localizadas entre o terceiro e o quinto piso do edifício, a 7 minutos de caminhada ou 2 minutos de metro desde a Estação de Nagoia. A estação Kokusai Center, no metro municipal de Nagoia, tem ligação com o NIC através da cave.